# Las Rozas de Valdearroyo

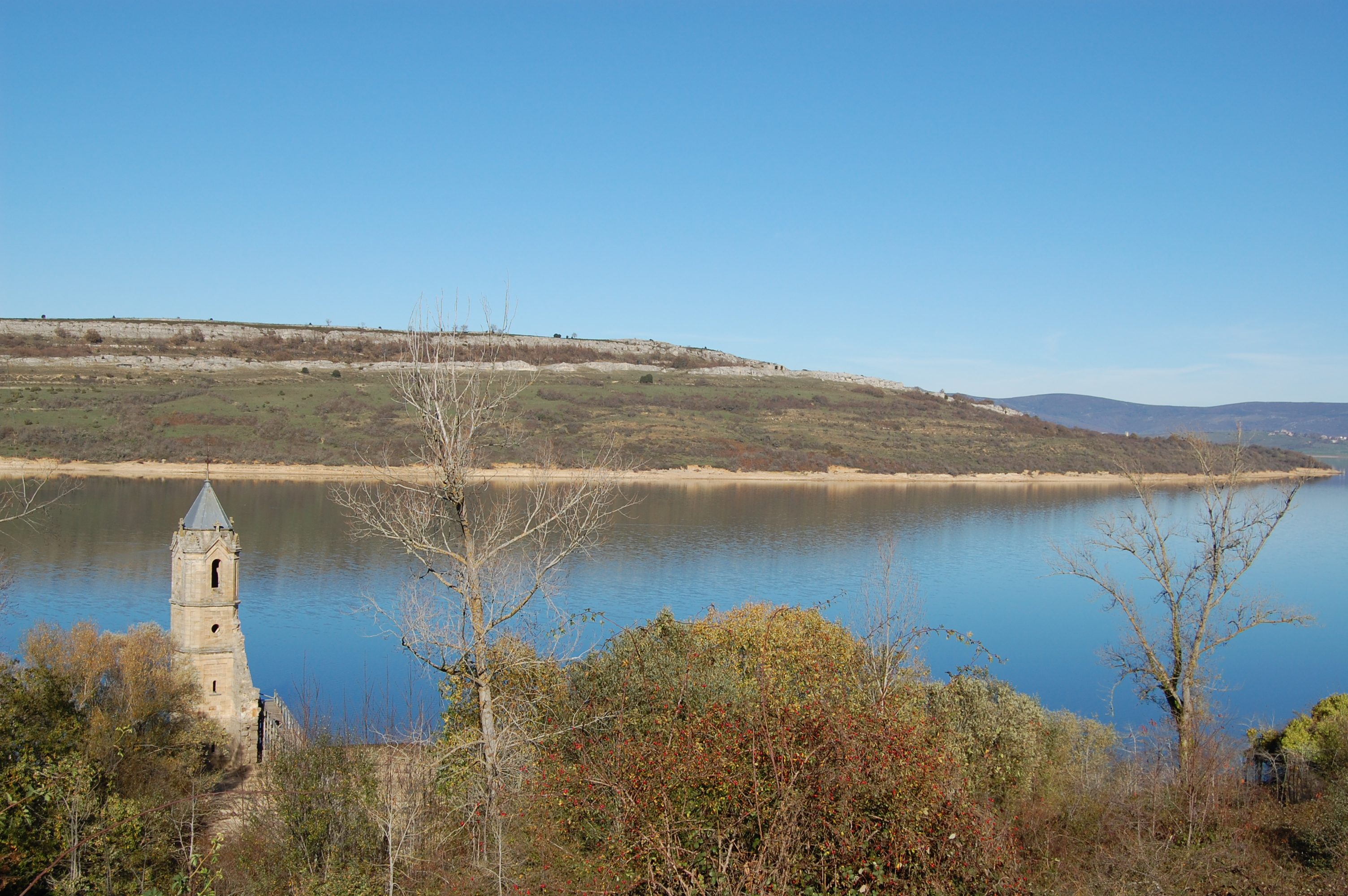
Torre de la antigua iglesia de Villanueva parcialmente sumergida en las aguas del embalse del Ebro. Al fondo la Península de La Lastra

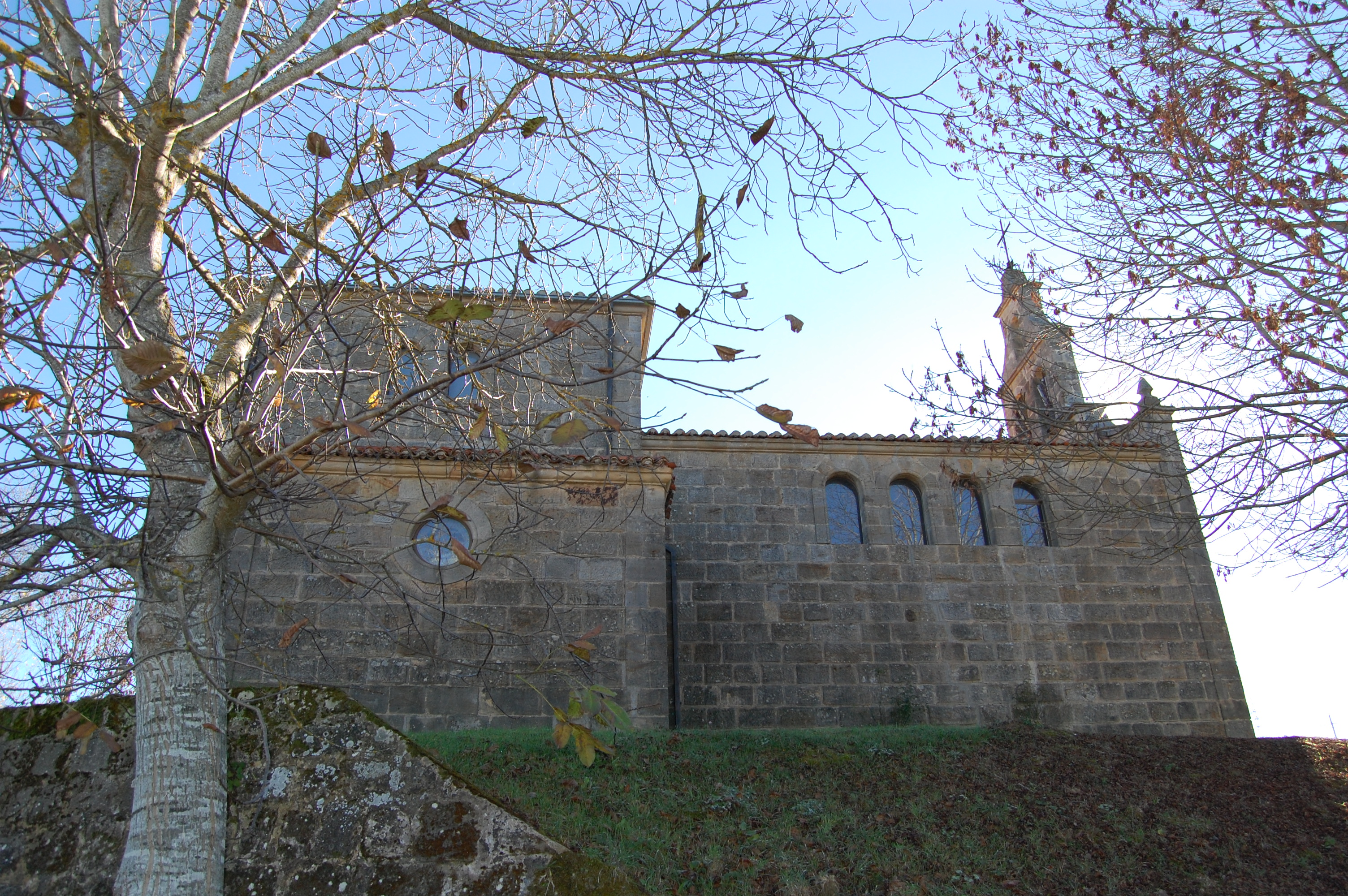
Iglesia de Las Rozas

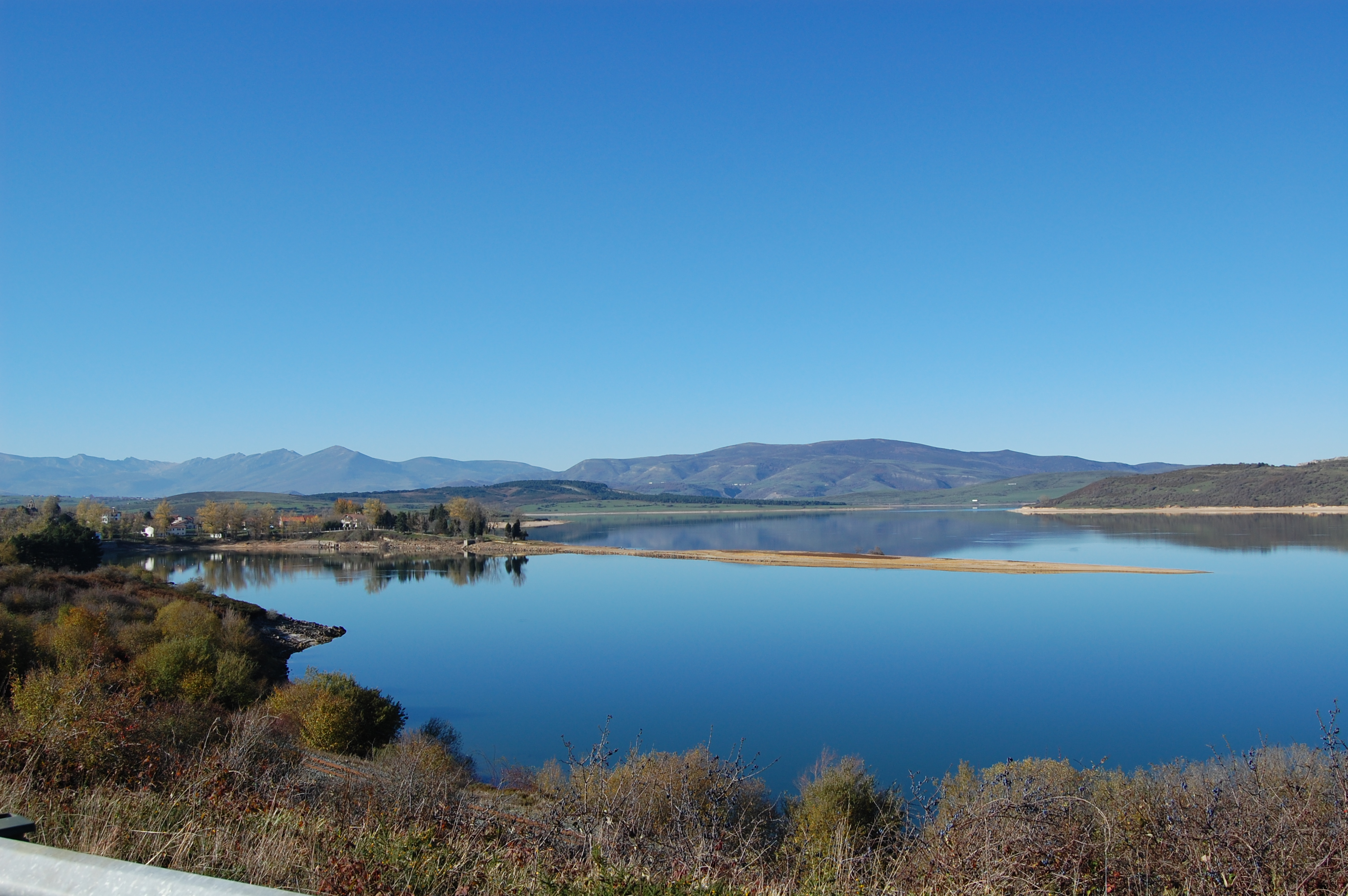
Embalse del Ebro cerca de la localidad de Arroyo

Las Rozas de Valdearroyo es un municipio español de la comunidad autónoma de Cantabria. Se encuentra en la comarca de Campoo-Los Valles y limita al norte con el municipio de Campoo de Yuso y con el embalse del Ebro, al sur con el municipio de Valdeprado del Río, al oeste con el de Campoo de Enmedio y al este con la provincia de Burgos (municipios de Arija y Alfoz de Santa Gadea).

## Toponimia
El topónimo del municipio se puede analizar en dos partes diferenciadas. En primer lugar Valdearroyo, que significa «valle de Arroyo», en referencia a la localidad de Arroyo, que es el pueblo más grande el municipio, aunque no es su capital. Este tipo de topónimo con referencia a un valle son muy habituales en la comarca de Campoo-Los Valles, por ejemplo lo vemos en Valdeolea, Valdeprado del Río o Valderredible.
En segundo lugar el topónimo Las Rozas deriva de la palabra «roza» que designa en castellano a las zonas que se preparan por primera vez para la agricultura. En el escudo del municipio aparecen dos hoces haciendo una clara referencia a este hecho. Las Rozas es además uno de los pueblos del municipio, donde en la actualidad recae la capitalidad del mismo.

## Historia
Las referencias al municipio son bastante antiguas. Ya a finales del XVIII los pueblos de Las Rozas de Valdearroyo participaban en las juntas generales de la merindad de Campoo a través de los diputados de la Hermandad de Campoo de Yuso, de la que formaban parte. Algunos de estos pueblos estaban agrupados en el Concejo Mayor de Val de Arroyo.
Con la llegada del régimen constitucional (1822), Las Rozas fue incorporado a la provincia de Santander y en 1835 se instituyó un ayuntamiento denominado Campoo de Yuso, y en el que Las Rozas de Valdearroyo se incluyó hasta 1890 cuando se segregó y constituyó como municipio autónomo, manteniéndose así hasta hoy.
A finales del siglo XVIII y principios del XIX, el municipio vivió un temprano proceso de industrialización basado en la minería y en las industrias de vidrio gracias a las arenas abundantes que se extrajeron del territorio. No obstante a finales del siglo XIX los altos costes de producción y los problemas para colocar la producción en el mercado hicieron a la industria entrar en una crisis que se agravó cuando a principios del siglo XX los proyectos de construcción del embalse del Ebro incluyeron entre las zonas previsibles de ser anegadas, gran parte de las minas y de las zonas de extracción. En torno a 1913 las industrias procedieron a su cierre, mientras que las minas de lignito lo hicieron en 1934.
Las Rozas fue el municipio más afectado por la inundación del embalse del Ebro. Tres pueblos completos quedaron totalmente sumergidos bajo las aguas, concretamente fueron Medianedo, La Magdalena y Quintanilla. Otros muchos fueron sumergidos parcialmente, siendo muchos de ellos reconstruidos a orillas del embalse. Un total de siete iglesias y dos ermitas quedaron sumergidas bajo las aguas. La torre de la iglesia de San Roque, en Villanueva, es visible aún pues aunque fue inundada, quedó muy cerca de la orilla. Una pasarela de madera permite salvar el agua y acceder al campanario, siempre que el nivel del embalse no esté demasiado alto.
La anegación del embalse dejó un claro reflejo en la arquitectura de los pueblos del municipio, que en la actualidad es una mezcla de antiguas construcciones de piedra siguiendo los estilos tradicionales de la comarca, a los que se unen viviendas construidas con peores materiales y que son fruto de la reconstrucción de viviendas a la que se vieron forzados muchos habitantes tras la construcción del embalse.

## Geografía
El municipio se sitúa en la orilla sur del embalse del Ebro, siendo éste el elemento que más determina su paisaje, caracterizado por la presencia de amplios arenales a orillas del embalse y de pastos y bosques, sobre todos de roble, en las zonas más altas del municipio.
Al igual que el resto de la comarca de Campoo-Los Valles, el municipio tiene un clima con muchos contrastes. Los inviernos son fríos, con frecuentes heladas desde diciembre hasta abril y nevadas abundantes. Los veranos suelen ser calurosos por el día, debido al clima continental, pero frescos por la noche debido a la altura del municipio, que se encuentra por encima de los 800 m s. n. m..

## Economía
El sector primario, anteriormente con gran peso en el municipio, perdió importancia tras la construcción del embalse, que anegó gran parte de los pastos y tierras de labor, así como muchas de las minas de vidrio existentes en el municipio. Hoy en día el sector primario se restringe a la ganadería de carne, especialmente vacuna y caballar.
En cuanto al sector secundario, aunque antaño el municipio sufrió una temprana industrialización gracias a la minería, en la actualidad este sector es prácticamente inexistente. La mayoría de los empleados en este sector, trabajan en las vecinas localidades de Reinosa o Arija.
El sector terciario es hoy el principal del municipio, especialmente el relacionado con el turismo rural, la hostelería y los deportes de aventura. Actualmente el embalse del Ebro, antaño gran perjuicio para el municipio, se ha convertido en uno de los mejores atractivos de Las Rozas. Sus paisajes, la observación de numerosa fauna y los deportes acuáticos atraen a muchos visitantes, especialmente en verano.
Porcentualmente, un 13,5 % de la población del municipio se dedica al sector primario, un 22,9 % a la construcción, un 20,8 % a la industria y un 42,7 % al sector servicios.

## Demografía
Las Rozas de Valdearroyo cuenta con una población de 261 habitantes (INE 2024).
| Gráfica de evolución demográfica de Las Rozas de Valdearroyo entre 1877 y 2021 |
| |
| Población de derecho según los censos de población del INE Población de hecho según los censos de población del INEEn estos censos se denominaba Rozas, Las: 1887, 1897, 1900, 1910, 1920, 1930, 1940, 1950, 1960, 1970, 1981 y 1991. Entre el censo de 1877 y el anterior, aparece este municipio porque se segrega del municipio Campoo de Yuso |

La población del municipio ha sufrido un descenso constante desde los años 30 en los que se alcanzó el máximo de habitantes con una cifra que se acercaba a los 3000 habitantes. El descenso de la población se acentuó a partir de los años 50, en paralelo con la anegación del embalse del Ebro, que inundó varios pueblos y gran parte de los pastos y tierras de labor del municipio. La evolución demográfica del municipio es uno de los mejores ejemplos del éxodo rural a partir de los años 40, acrecentado en este caso por la construcción del pantano. Entre 1930 y 1960 el municipio perdió a casi dos tercios de su población. Desde 1980 el descenso de población se estancó en cifras muy bajas, llegando incluso a vivir un pequeño repunte a partir del año 2000, tendencia que parece haberse revertido en los últimos años. En la actualidad el municipio tiene diez veces menos población de la que llegó a tener a principios del siglo XX. Así, hoy en día es uno de los municipios menos poblados de toda Cantabria, ocupando el puesto 97 de un total de 102 municipios. 
Los datos de población que se presentan son del año 2024 (La localidad de Quintanilla Polledo está depoblada):
| Núcleos             | Varones | Mujeres | Habitantes (2024) | Notas             |
| ------------------- | ------- | ------- | ----------------- | ----------------- |
| Aguilera (La)       | 18      | 10      | 28                |                   |
| Arroyo              | 49      | 49      | 98                |                   |
| Bimón               | 13      | 9       | 22                |                   |
| Bustasur            | 21      | 9       | 30                |                   |
| Llano               | 13      | 10      | 23                |                   |
| Quintanilla Polledo | 0       | 0       | 0                 | Despoblado        |
| Renedo              | 6       | 13      | 19                |                   |
| Rozas (Las)         | 7       | 8       | 15                | Capital municipal |
| Villanueva          | 13      | 13      | 26                |                   |

### Transporte y comunicaciones
El municipio se comunica con el resto de Cantabria a través de la carretera autonómica CA-730, siendo esta su principal y única vía de comunicación y que recorre el municipio en dirección este-oeste, paralela a la orilla del embalse del Ebro y comunica Las Rozas con Reinosa y Arija. En invierno las frecuentes nevadas llegan a aislar en algunas ocasiones al municipio.
El transporte público es bastante escaso. Una línea de autobús une el municipio con Reinosa, pero solo los lunes (día de mercado en la capital campurriana). El resto de la semana el taxi es el único medio de transporte público posible.
El Ferrocarril de la Robla, mítico tren minero que une León con Bilbao atraviesa el municipio y tiene paradas en las localidades de Las Rozas y Llano con un servicio diario en cada sentido.

## Administración y política

### Gobierno municipal
| Partido político                                             | 2023  | 2023  | 2023       | 2019  | 2019  | 2019       | 2015  | 2015  | 2015       | 2011  | 2011  | 2011       | 2007  | 2007  | 2007       | 2003  | 2003  | 2003       |
| Partido político                                             | Votos | %     | Concejales | Votos | %     | Concejales | Votos | %     | Concejales | Votos | %     | Concejales | Votos | %     | Concejales | Votos | %     | Concejales |
| Partido Popular (PP)                                         | 104   | 49,76 | 4          | 134   | 63,80 | 5          | 137   | 55,69 | 4          | 33    | 13,20 | 1          | 32    | 12,12 | 1          | 181   | 63,96 | 5          |
| Partido Regionalista de Cantabria (PRC)                      | 56    | 26,79 | 2          | 51    | 24,28 | 2          | 79    | 32,11 | 2          | 97    | 38,80 | 3          | 86    | 32,58 | 2          | 65    | 22,97 | 2          |
| Partido Socialista Obrero Español (PSOE)                     | 27    | 12,91 | 1          | 23    | 10,95 | 0          | 28    | 11,38 | 1          | 23    | 9,20  | 0          | 43    | 16,29 | 1          | 28    | 9,89  | 0          |
| Ciudadanos para el Progreso de Valdearroyo (CPV)             | —     | —     | —          | —     | —     | —          | —     | —     | —          | 93    | 37,20 | 3          | —     | —     | —          | —     | —     | —          |
| Agrupación de Electores de Las Rozas de Valdearroyo (AELRDV) | —     | —     | —          | —     | —     | —          | —     | —     | —          | —     | —     | —          | 101   | 38,26 | 3          | —     | —     | —          |

### Organización territorial

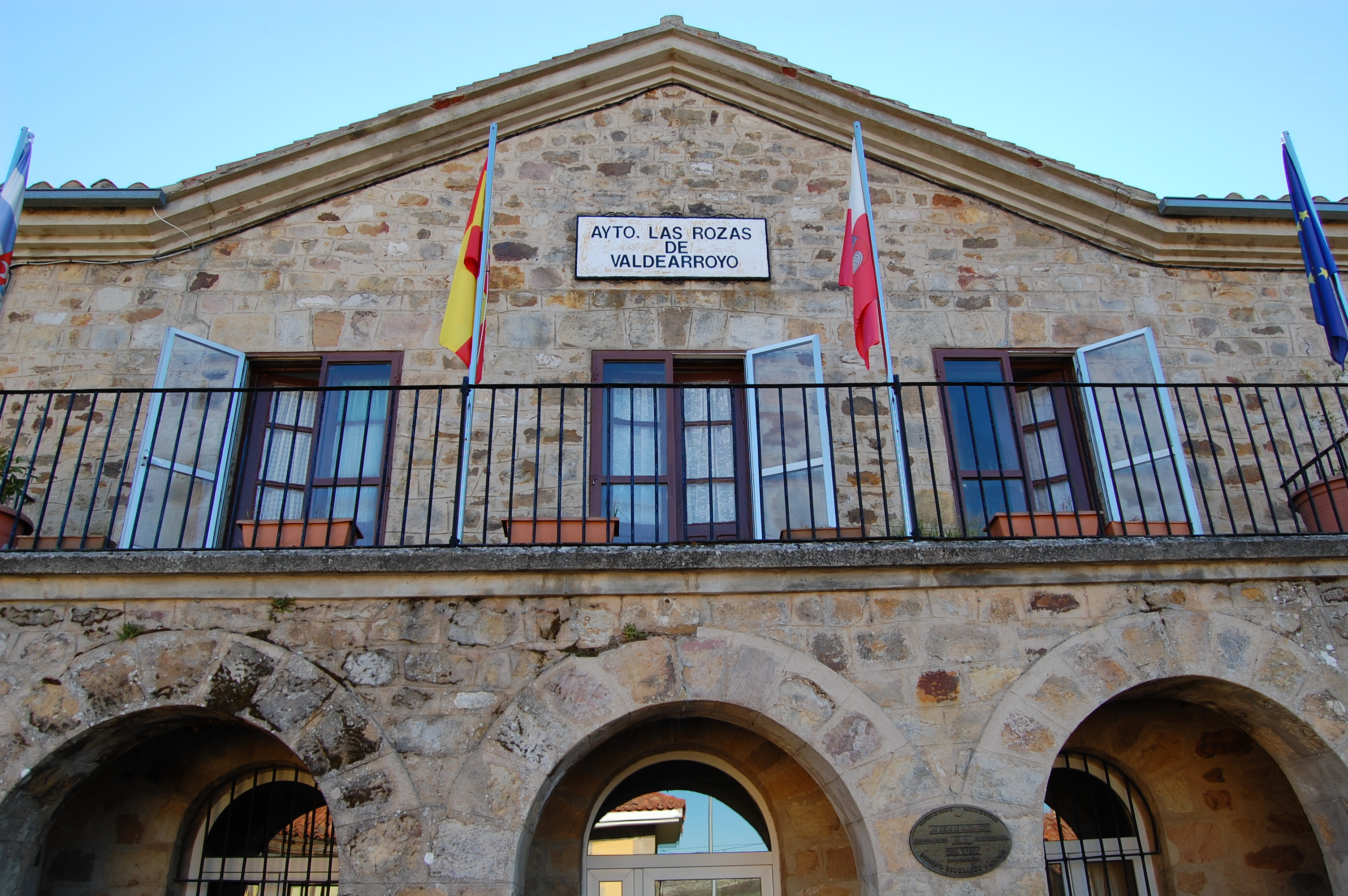
Ayuntamiento de Las Rozas

Nueve localidades integran el municipio. La mayoría de ellas se encuentran a orillas del embalse del Ebro. La localidad de Las Rozas es la capital del municipio:
- La Aguilera
- Arroyo
- Bimón
- Bustasur
- Llano
- Quintanilla Polledo (Despoblado)
- Renedo
- Las Rozas (capital)
- Villanueva